# Marie Anne Lureau
Marie Anne Lureau (Montreuil (Sena Saint-Denis), 1860 - París, 1923) fou una soprano francesa, casada amb el també cantant d'òpera (tenor) Léon Escalais.
Deixebla de Crosti i Obin en el Conservatori de París, on feu amb molta brillantor els estudis, el 1881 aconseguí un segon premi de cant i un primer d'òpera. Contractada el 1882 per l'Òpera de París, debuta en el paper de Margarida de Les Huguenots. La seva bella veu de soprano unida a l'agilitat de vocalització li asseguraren un èxit complet, principalment en les parts de tiple lleugera. Casada el 1884 amb Léon Escalais, seguí el seu marit en els viatges artístics i es retiraren conjuntament de l'escena el 1896 per a dedicar-se a l'ensenyança del cant.